# Epirrhoe degenerata
Epirrhoe degenerata är en fjärilsart som beskrevs av Adrian Hardy Haworth 1807. Epirrhoe degenerata ingår i släktet Epirrhoe och familjen mätare. Inga underarter finns listade i Catalogue of Life.